# Trappistenkloster Jacona
Das Trappistenkloster Jacona ist seit 1981 ein mexikanisches Kloster der Trappisten in Jacona de Plancarte, Michoacán, Bistum Zamora (Mexiko).

## Geschichte
Die spanische Trappistenabtei San Isidro de Dueñas gründete 1981 in Mexiko bei Zamora de Hidalgo, fünf Kilometer vor der Stadt Jacona am Berg Curutarán das Kloster Virgen del Curutarán (auch: Nuestra Señora de Curutarán oder: Trapa de Curutarán), das 1989 zum Priorat erhoben wurde. Die ersten Mönche waren vier Spanier und ein Argentinier (aus der Trappistenabtei Azul), dann kamen Mexikaner hinzu.
Obere und Prioren:
- Rafael Barreda (1981–1985)
- Enrique Trigueros (1986–1994)
- Victor Mejía García (1994–2001)
- Rafael Del Valle Elcid  (2001–2010)
- Marco Antonio Maldonado Jaramillo (2013–2021)
- Florencia Navarro (seit 2021)[1]